# 알시브 스타디움
시브 스포츠 스타디움(아랍어: ملعب السيب الرياضي, 영어: Seeb Sports Stadium)는 오만, 시브에 위치한 다목적 경기장이다. 현재 주로 축구 경기장으로 이용되며 시브 클럽의 홈구장으로 사용된다. 수용 인원은 14,000명이다.